# Shorwell
Shorwell est un village et une paroisse civile de l'île de Wight, en Angleterre. Il est situé dans le sud-ouest de l'île, à six kilomètres de la ville de Newport. Au recensement de 2011, la paroisse civile de Shorwell, qui comprend également les hameaux de Kingston et Yafford, comptait 670 habitants.